# WunderZunderFunkelZauber – Die Märchen von Hans Christian Andersen
WunderZunderFunkelZauber – Die Märchen von Hans Christian Andersen (im Dänischen: Der var engang...) ist eine dänische Zeichentrickserie, die sich den Märchen von Hans Christian Andersen widmet.

## Produktion und Veröffentlichung
Die deutsche Erstausstrahlung fand am 30. November 2003 auf Super RTL statt. Regie führte Jørgen Lerdam. Produziert wurde von 2002 bis 2003. Dabei sind 26 Folgen entstanden, die sich meist jeweils mit einem bzw. zwei Märchen von Hans Christian Andersen beschäftigen.

## Episodenliste
| Folge | Part | deutscher Titel                          | englischer Titel               | deutsche Erstausstrahlung |
| 1     |      | Die kleine Meerjungfrau                  | The Little Mermaid             | 30. November 2003         |
| 2     |      | Das hässliche Entlein                    | The Ugly Duckling              | 7. Dezember 2003          |
| 3     |      | Das Feuerzeug                            | The Tinderbox                  | 21. Dezember 2003         |
| 4     |      | Des Kaisers neue Kleider                 | The Emperor’s New Clothes      | 14. Dezember 2003         |
| 5     |      | Die chinesische Nachtigall               | The Nightingale                | 25. Dezember 2003         |
| 6     |      | Der Floh und der Professor               | The Flea and the Professor     | 28. Dezember 2003         |
| 7     | a    | Die Blumen der kleinen Ida               | Little Ida’s Flowers           | 14. Dezember 2003         |
| 7     | b    | Die Prinzessin auf der Erbse             | The Princess on the Pea        | 14. Dezember 2003         |
| 8     | a    | Der Gärtner Larsen                       | The Gardener and the Family    | 4. Januar 2004            |
| 8     | b    | Wursthölzchensuppe                       | Soup on a Sausage Pack         | 4. Januar 2004            |
| 9     |      | Der Tannenbaum                           | The Fir Tree                   | 26. Dezember 2003         |
| 10    |      | Däumelinchen                             | Thumbelina                     | 14. Dezember 2003         |
| 11    |      | Der standhafte Zinnsoldat                | The Hardy Tin Soldier          | 27. Dezember 2003         |
| 12    |      | Der Schweinehirt                         | The Swineherd                  | 29. Dezember 2003         |
| 13    | a    | Die Liebenden                            | The Lovers                     | 18. Januar 2004           |
| 13    | b    | Die alte Straßenlaterne                  | The Old Street Lamp            | 18. Januar 2004           |
| 14    |      | Der fliegende Koffer                     | The Flying Trunk               | 28. Dezember 2003         |
| 15    |      | Der Flaschenhals                         | The Bottleneck                 | 25. Januar 2004           |
| 16    | a    | Der Schneemann                           | The Snowman                    | 31. Januar 2004           |
| 16    | b    | Die Springer                             | The Jumper                     | 31. Januar 2004           |
| 17    |      | Der Mistkäfer                            | The Beetle                     | 7. Februar 2004           |
| 18    | a    | Es ist wahr                              | It’s Quite True                | 14. Februar 2004          |
| 18    | b    | Ole Sandmann                             | Ollie Shuteye                  | 14. Februar 2004          |
| 19    |      | Wie’s der Vater macht, ist’s immer recht | What the Old Man Does It Right | 21. Februar 2004          |
| 20    |      | Der Goldschatz                           | The Golden Treasure            | 30. Dezember 2003         |
| 21    |      | Die wilden Schwäne                       | Wild Swans                     | 11. Januar 2004           |
| 22    |      | Der Reisebegleiter                       | The Travelling Companion       | 28. Februar 2004          |
| 23    |      | Die Galoschen des Glücks                 | The Galoshes of Fortune        | 6. März 2004              |
| 24    |      | Tölpel-Hans                              | Jack the Fool                  | 13. März 2004             |
| 25    |      | Die Schneekönigin (1)                    | The Snowqueen – Part 1         | 14. März 2004             |
| 26    |      | Die Schneekönigin (2)                    | The Snowqueen – Part 2         | 14. März 2004             |